# هاين زار أونغ
هاين زار أونغ (بالبورمية: ဟိန်းရာဇာအောင်)‏ هو لاعب كرة قدم ميانماري في مركز الوسط، ولد في 28 يونيو 1990. شارك مع منتخب ميانمار لكرة القدم. أما مع النوادي، فقد لعب مع Magwe F.C. ‏.

## وصلات خارجية
- هاين زار أونغ على موقع قاعدة بيانات كرة القدم.إي يو (الإنجليزية)
- هاين زار أونغ على موقع ناشيونال فوتبول تيمز (الإنجليزية)
- هاين زار أونغ على موقع Soccerway.com (الإنجليزية)